# Miyagi
Miyagi (宮城県 (Cung Thành huyện) Miyagi-ken) là một tỉnh thuộc vùng Tōhoku của Nhật Bản. Thủ phủ của Miyagi là thành phố Sendai.

## Địa lý

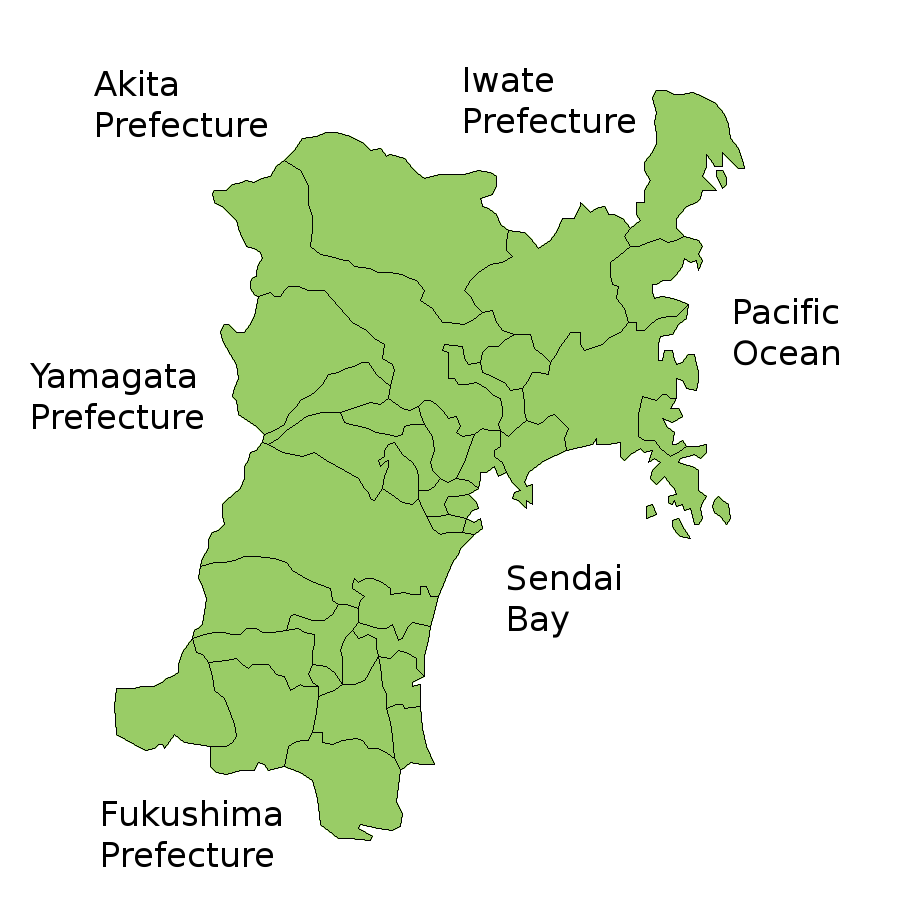
Bản đồ Miyagi

Miyagi nằm ở trung tâm của vùng Tohoku. phía tây và Đông Bắc là địa hình núi cao. Phía Đông Nam trông ra Thái Bình Dương. Ở trung tâm tỉnh, quanh thành phố Sendai là vùng bình nguyên bằng phẳng.

## Lịch sử
Tỉnh Miyagi được thành lập vào năm 1871, ban đầu có tên là tỉnh Sendai. Từ năm 1872, được đổi tên thành tỉnh Miyagi.

## Hành chính

### Thành phố
| Tên               | Tên      | Diện tích (km2) | Dân số    | Mật độ (người /km2) | Bản đồ |
| Rōmaji            | Kanji    | Diện tích (km2) | Dân số    | Mật độ (người /km2) | Bản đồ |
| ----------------- | -------- | --------------- | --------- | ------------------- | ------ |
| Higashimatsushima | 東松島市 | 101,36          | 39.098    | 385,73              |        |
| Ishinomaki        | 石巻市   | 554,55          | 140.151   | 252,73              |        |
| Iwanuma           | 岩沼市   | 60,45           | 44.068    | 729                 |        |
| Kakuda            | 角田市   | 147,53          | 27.976    | 189,63              |        |
| Kesennuma         | 気仙沼市 | 332,44          | 61.147    | 183,93              |        |
| Kurihara          | 栗原市   | 804,97          | 64.637    | 80,3                |        |
| Natori            | 名取市   | 98,17           | 78.718    | 801,85              |        |
| Ōsaki             | 大崎市   | 796,76          | 127.330   | 159,81              |        |
| Sendai (thủ phủ)  | 仙台市   | 786,3           | 1.096.704 | 1394,77             |        |
| Shiogama          | 塩竈市   | 17,37           | 52.203    | 3005,35             |        |
| Shiroishi         | 白石市   | 286,48          | 32.758    | 114,35              |        |
| Tagajō            | 多賀城市 | 19,69           | 62.827    | 3190,81             |        |
| Tome              | 登米市   | 536,12          | 76.037    | 141,83              |        |
| Tomiya            | 富谷市   | 49,18           | 51.651    | 1050,24             |        |

### Làng và thị trấn
| Tên           | Tên      | Diện tích (km2) | Dân số | Mật độ (người/km2) | Huyện     | Bản đồ |
| Rōmaji        | Kanji    | Diện tích (km2) | Dân số | Mật độ (người/km2) | Huyện     | Bản đồ |
| ------------- | -------- | --------------- | ------ | ------------------ | --------- | ------ |
| Kami          | 加美町   | 460,67          | 21.943 | 47,63              | Kami      |        |
| Kawasaki      | 川崎町   | 270,77          | 8.637  | 31,90              | Shibata   |        |
| Marumori      | 丸森町   | 273,3           | 13.092 | 47,90              | Igu       |        |
| Matsushima    | 松島町   | 53,56           | 13.804 | 257,73             | Miyagi    |        |
| Minamisanriku | 南三陸町 | 163,4           | 12.516 | 76,6               | Motoyoshi |        |
| Misato        | 美里町   | 74,95           | 24.565 | 327,75             | Tōda      |        |
| Murata        | 村田町   | 78,38           | 10.675 | 136,20             | Shibata   |        |
| Ōgawara       | 大河原町 | 24,99           | 23.618 | 945,10             | Shibata   |        |
| Ōhira         | 大衡村   | 60,32           | 5.918  | 98,11              | Kurokawa  |        |
| Onagawa       | 女川町   | 65,35           | 6.319  | 96,69              | Oshika    |        |
| Ōsato         | 大郷町   | 82,01           | 7.972  | 97,31              | Kurokawa  |        |
| Rifu          | 利府町   | 44,89           | 36.014 | 802,27             | Miyagi    |        |
| Shibata       | 柴田町   | 54,03           | 37.617 | 696,22             | Shibata   |        |
| Shichigahama  | 七ヶ浜町 | 13,19           | 18.447 | 1398,56            | Miyagi    |        |
| Shichikashuku | 七ヶ宿町 | 263,09          | 1.323  | 5,03               | Katta     |        |
| Shikama       | 色麻町   | 109,28          | 6.723  | 61,52              | Kami      |        |
| Taiwa         | 大和町   | 225,49          | 28.436 | 126,11             | Kurokawa  |        |
| Wakuya        | 涌谷町   | 82,16           | 15.763 | 191,86             | Tōda      |        |
| Watari        | 亘理町   | 73,6            | 33.459 | 454,61             | Watari    |        |
| Yamamoto      | 山元町   | 64,58           | 12.100 | 187,36             | Watari    |        |
| Zaō           | 蔵王町   | 152,83          | 11.790 | 77,14              | Katta     |        |

## Kinh tế
Miyagi phát triển các nghề đánh cá và nông nghiệp. Tỉnh trồng nhiều lúa và nuôi nhiều gia súc. Khu vực chế tạo tập trung quanh thành phố Sendai.

## Giáo dục
- Đại học Tohoku

## Thể thao
Các đội thể thao được liệt kê dưới đây có trụ sở ở Miyagi.

Bóng đá
- Vegalta Sendai (Sân vận động Yurtec, Sendai)
- Sony Sendai FC (Tagajō)

Bóng chày
- Tohoku Rakuten Golden Eagles (Sân bóng chày Miyagi, Sendai)

Bóng rổ
- Sendai 89ERS (Nhà thi đấu Sendai, Sendai)